# Политическая свобода
Полити́ческая свобо́да — естественное, неотчуждаемое от человека и социальных общностей качество, выражающееся в отсутствии вмешательства в суверенитет человека на взаимодействие с политической системой при помощи принуждения или агрессии. 

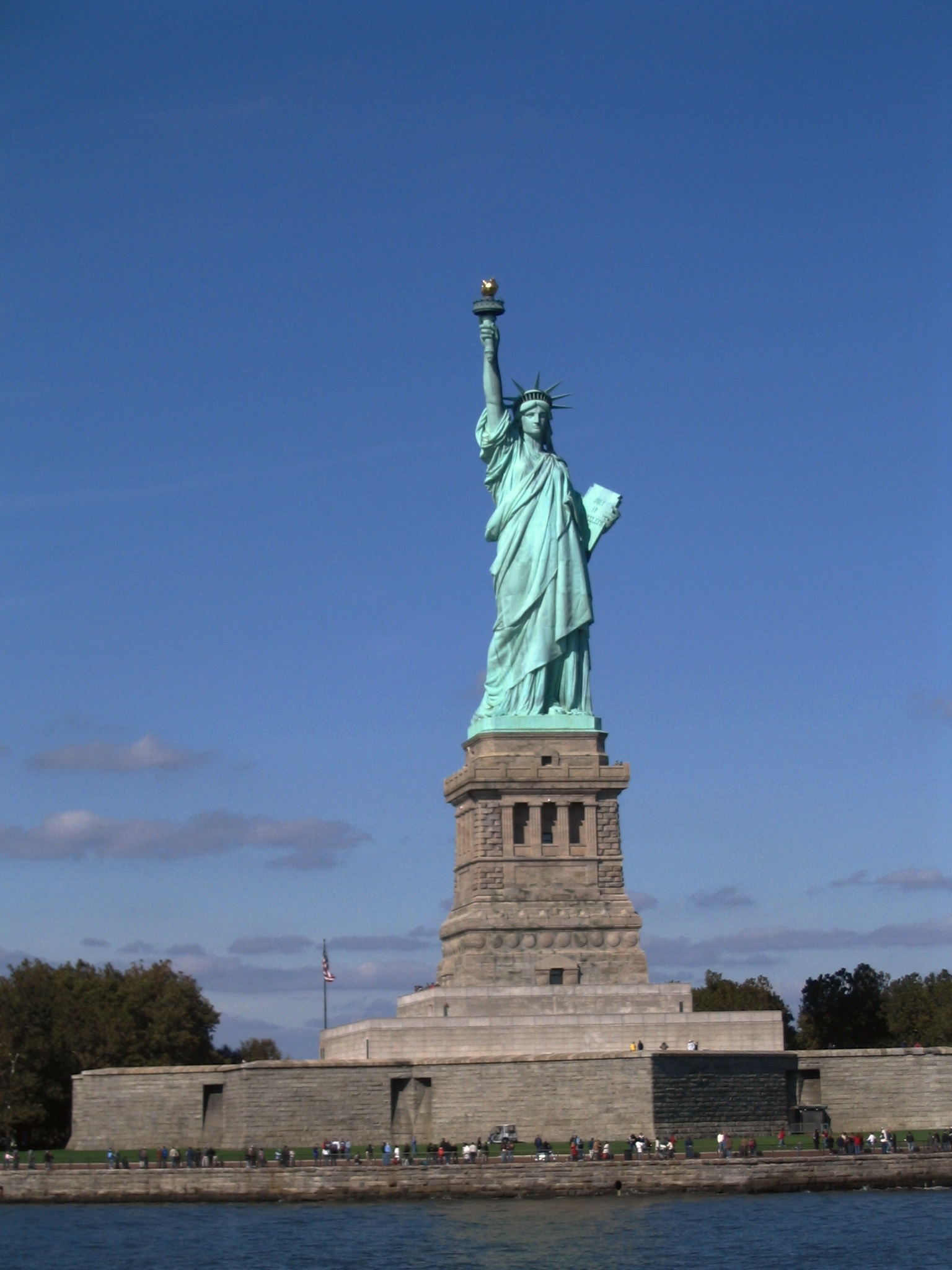
Статуя Свободы в США — один из самых знаменитых «символов свободы и демократии»

В другом источнике указано что Свобо́ды полити́ческие — совокупность правовых принципов, обеспечивающих возможность граждан самостоятельно определять своё поведение в общественно-политической жизни и участвовать в управлении государственными делами. Политические права и свободы принципиально отличаются от личных, социальных, экономических и других прав и свобод тем, что, как правило, тесно связаны с принадлежностью к гражданству данного государства. Политические свободы являются одной из групп основных конституционных прав и свобод граждан, так как определяют их участие в общественной и политической жизни государства, страны и общества. Обычно они закрепляются в конституции, других законах и правовых нормах государств и стран.

## Классификация
К политическим правам, как правило, причисляются следующие права и свободы (в алфавитном порядке):
- равенство перед законом — отсутствие сословий;
- свобода вероисповедания — право исповедовать любую религию или не исповедовать никакой;
- свобода совести — право формировать свои убеждения;
- свобода слова и массовой информации — запрет цензуры;
- свобода собраний — право проводить собрания как в закрытом помещении, так и под открытым небом;
- свобода союзов — право создавать союзы, не спрашивая разрешения;
- свобода стачек;
- право петиций.

Данный список не является полным и исчерпывающим.

## Обзор
Хотя политические свободы обычно закрепляются в нормативно-правовых актах высшей юридической силы государства, между провозглашением прав и свобод и их осознанной реализацией может быть «дистанция огромного размера».
Сам человек должен быть готов к сознательному осуществлению этих прав и свобод. Поэтому важную роль играет политическая культура человека, то есть умение делать политический выбор, находить компромисс, достигать консенсуса, понимать возможность и правомерность осознанных действий в каждой конкретной ситуации.
В правовом обществе, в отличие от тоталитарного, может существовать только правовая свобода. Однако, свобода, не подкреплённая законом и практикой реализации, может обернуться в свою противоположность — произвол, тиранию, насилие.
В определении политической свободы выделяют два аспекта. Первый — негативный — свобода от принуждения и давления государства по отношению к человеку, второй — позитивный — цель предоставления свободы (для чего? к чему?). В последнем смысле политическая свобода представляется как возможность раскрытия потенциала личности во взаимоотношениях между индивидом, слоями общества и государством.

## История

Свобода, ведущая народ, Эжен Делакруа 1830, Лувр

Первые рассуждения о политических свободах мы находим в «Политике» Аристотеля, где он рассуждает о противоречиях между категорией «свобода» и демократической формой правления.
Первое частичное отражение в законодательстве политические свободы находят (хотя и без использования данного термина) в английской Великой хартии вольностей в 1215 году.
В дальнейшем важными вехами на пути оформления данного понятия и его классификации были английский Билль о правах, принятый в 1689 году, французская «Декларация прав человека и гражданина» 1789 года и американский Билль о правах 1791 года.
В XIX веке и в начале XX века положение с политическими свободами в различных государствах складывается по-разному. Первоначальный либеральный набор гражданских и политических прав (свобода и равноправие, избирательное право и др.) всё ещё, в современном понимании, весьма ограничены (имущественные избирательные цензы, политические запреты, неравноправие мужчин и женщин, расовые ограничения и т. п.).
Только после Второй мировой войны произошел качественный скачок в развитии института прав человека и гражданина, ведущую роль в развитии которого приобретает международное право. 10 декабря 1948 года Генеральной Ассамблеей ООН принимается «Всеобщая декларация прав человека». В 1950 году в Европе подписывается Европейская конвенция о защите прав человека и основных свобод создающая реально действующий механизм защиты декларируемых прав — Европейский суд по правам человека. В 1966 году под эгидой ООН принимается «Международный пакт о гражданских и политических правах» и «Международный пакт об экономических, социальных и культурных правах». Эти и последующие документы утвердили международный стандарт прав человека и гражданина и гарантии обеспечения указанных прав с целью инкорпорации (отражения) в конституционном строе государств-участников.

## Различие в трактовках
Отмечается существенное различие в понимании «истинных» политических свобод разными философскими школами и политическими течениями.
Левые причисляют к таковым свободу от нищеты, голода, неизлечимых болезней и т. д., однако право-либеральные политики, в частности Фридрих Август фон Хайек и Милтон Фридман, возражают против такого злоупотребления понятием. Анархисты имеют на это свой взгляд, называя поддержанную капиталистами свободу «эгоистичной».
Некоторые люди рассматривают политические свободы как синоним демократии, хотя другие находят существенные различия между этими двумя концепциями.
Экологи утверждают, что политические свободы должны включать ограничения по использованию экосистем.
Существует множество философских дискуссий о природе политической свободы, различными типами свобод и степенью, в которой свобода желательна. Например, детерминисты утверждают, что все действия человека предопределены заранее и, следовательно, свобода является иллюзией, а Исайя Берлин выделял различия между негативной и позитивной сторонами политической свободы.
К настоящему времени дискуссии продолжаются, и значение термина, его природы и составляющих непрерывно уточняется.

## Политические свободы в России
Политическая свобода означает свободу народа распоряжаться своими общенародными, государственными делами. Политическая свобода означает право народа выбирать своих гласных (депутатов) в Государственную думу (парламент). Все законы должны обсуждаться и издаваться, все налоги и подати назначаться только этой выбранной самим народом Государственной думой (парламентом). Политическая свобода означает право народа самому выбирать себе всех чиновников, устраивать всякие сходки для обсуждения всех государственных дел, издавать, без всяких разрешений, какие угодно книги и газеты.
В начале XIX века российский реформатор М. М. Сперанский высказал следующую идею: «Политическая свобода есть, когда классы государства более или менее участвуют в действии власти законодательной и исполнительной».
Одной из основ конституционного строя в Российской Федерации является закреплённое в Конституции признание человека, его прав и свобод высшей ценностью. За государством закрепляется обязанность — признание, соблюдение и защита прав и свобод человека и гражданина. Именно в Конституции России закрепляется множество политических прав и свобод человека: право на участие в управлении государственными и общественными делами, на равный доступ к государственным и общественным должностям; право на объединение, включая право создавать профессиональные союзы для защиты своих интересов; свобода деятельности общественных объединений гарантируется; право на участие в мирных собраниях, митингах, демонстрациях, уличных шествиях и пикетированиях; гарантия свободы совести, свободы вероисповедания и т. д.